# Marcela Joglová
Marcela Joglová (* 28. července 1987, Klatovy) je bývalá česká atletka, běžkyně, která se specializovala především na dlouhé tratě. V dubnu 2021 se v maratonu kvalifikovala na olympiádu v Tokiu, kde v hlavním závodě skončila jako nejlepší z Češek na 52. místě (v čase 2:39:29). Kariéru vrcholové běžkyně ukončila v květnu 2024 v důsledku zdravotních problémů s pravým kotníkem.

## Sportovní kariéra
Svůj první maraton v roce 2017 zaběhla v čase přes tři hodiny. V roce 2019 v Rotterdamu zlepšila svůj maratonský čas o 25 minut a časem 2:36:53 se nominovala MS v Dauhá. Tam v horku a vlhku doběhla na výborném 20. místě. V červenci 2020 se stala českou mistryní půlmaratonu v druhém nejlepším výkonu v historii šampionátů a osobním maximu 1:13:46. V říjnu 2020 však doběhla na Mistrovství světa v půlmaratonu v polské Gdyni až jako poslední z české čtveřice reprezentantek, spokojena nebyla a následně se rozešla s trenérem Pavlem Červinkou. V prosinci 2020 si ve španělské Valencii o více než pět minut zlepšila osobní rekord v maratonu a zaběhla třetí nejrychlejší čas v historii samostatné České republiky (po Evě Vrabcové Nývltové a Aleně Peterkové) – dosáhla čas 2:31:29, čímž však ztrácela téměř dvě minuty na olympijský limit. V dubnu 2021 v nizozemském Enschede zaběhla maraton za 2:28:16, čímž si znovu vylepšila osobní rekord, zároveň splnila olympijský limit a vrátila se na třetí místo českých historických tabulek před Moiru Stewartovou, která ji předstihla na začátku dubna 2021. Dne 7. srpna 2021 se na olympijském maratonu v japonském Sapporu umístila s časem 2:39:29 na 52. příčce jako nejlepší ze tří Češek (před Terezou Hrochovou, jež skončila 58., a Evou Vrabcovou-Nývltovou, jež závod nedokončila).
Kariéru vrcholové běžkyně ukončila v květnu 2024 poté, co jí ani operace pravého kotníku uskutečněná na podzim 2022 neumožnila zcela překonat zdravotní problémy a naplno se vrátit do tréninku. Ačkoli původně plánovala zabojovat o účast na olympijských hrách 2024, stala se nakonec jejím posledním větším závodem Grand Prix v Praze 2023, kde na 10km trati skončila devátá v čase 35:26.

### Osobní rekordy
- půlmaraton – 1:13:46 – 12. července 2020, Kostěnice
- maraton – 2:28:16 – 18. dubna 2021, Enschede